# Liste von Burgen und Schlössern im Kanton Genf
Die Liste von Burgen und Schlössern im Kanton Genf verzeichnet die Burgen und Schlösser im Kanton Genf. Im Kanton befinden sich einige wenige Burgruinen und verschiedene gut erhaltene Schlösser.

## Erklärung zur Liste
- Name: Betitelt den (oder die) offiziellen Namen der Anlage.
- Ortschaft: Heutige Gemeinde, in der die Anlage steht.
- Jahr: Gibt das Baujahr oder den Erbauungszeitraum an. Bei vielen Anlagen ist diese Angabe nicht bekannt oder ungenau, und es können nur etwaige Zeiträume der Entstehung benannt werden.
- Typ: Es werden folgende Bauwerkstypen unterschieden: Burg, Schloss oder Stadtpalais
- Zustand: Zeigt an, in welchem Zustand sich die Anlage befindet. Es wird unterschieden nach «erhalten», «Ruine» oder «Burgstall».
- Zutritt: Weist aus, ob das Gebäude öffentlich zugänglich ist.
- Bild: Zeigt wenn möglich ein markantes Bild der Anlage.
- Bemerkenswertes: Nennt eine Besonderheit zur Anlage.

Hinweis: Die Liste ist sortierbar: durch Anklicken eines Spaltenkopfes wird die Liste nach dieser Spalte sortiert, zweimaliges Anklicken kehrt die Sortierung um. Durch das Anklicken zweier Spalten hintereinander lässt sich jede gewünschte Kombination erzielen.

## Liste
| Name                                                      | Ortschaft       | Jahr            | Typ     | Zustand  | Zutritt   | Bild                   | Bemerkenswertes |
| --------------------------------------------------------- | --------------- | --------------- | ------- | -------- | --------- | ---------------------- | --- |
| Ruine Bâtie-Beauregard (Lage: 46° 17′ 28″ N, 6° 7′ 11″ O) | Collex-Bossy    | 13. Jahrhundert | Burg    | Ruine    | nein      | Ruine Bâtie-Beauregard | Bei der Ruine handelt es sich um einen der wenigen Überreste einer mittelalterlichen Burg im Kanton.                                        |
| Tour de Champel (Lage: 46° 11′ 15″ N, 6° 9′ 8″ O)         | Champel. Genf   | 1877            | Turm    | erhalten | nein      | Tour de Champel        | 1877 für Kunden der therapeutischen Bäder an der Arve erbaut, bekannte Kunden waren unter anderem Guy de Maupassant und Hippolyte Taine.    |
| Schloss Choully (Lage: 46° 13′ 23″ N, 6° 1′ 47″ O)        | Satigny         | 1720/21         | Schloss | erhalten | nein      | Schloss Choully        | Seit 1954 als Kulturgut von nationaler Bedeutung geschützt. Das Herrenhaus ist eines der grössten im Kanton.                                |
| Schloss Compesières (Lage: 46° 9′ 7″ N, 6° 7′ 14″ O)      | Bardonnex       | 15. Jahrhundert | Schloss | erhalten | teilweise | Schloss Compesières    | Als Festes Haus, Teil des Johanniterordens und Kulturgut von nationaler Bedeutung.                                                          |
| Château el Masr (Lage: 47° 11′ 39″ N, 8° 31′ 36″ O)       | Cologny         | 1883            | Burg    | erhalten | nein      | Château el Masr        | Einziges in Genf im Neu-Tudorstil gebautes Bauwerk.                                                                                         |
| Château de Dardagny (Lage: 46° 11′ 40″ N, 5° 59′ 32″ O)   | Dardagny        | 13. Jahrhundert | Schloss | erhalten | nein      | Château de Dardagny    | Anfangs von Privatpersonen erbaut, später von der Gemeinde erworben und restauriert.                                                        |
| Burg Hermance (Lage: 46° 18′ 3″ N, 6° 14′ 44″ O)          | Hermance        | um 1240         | Burg    | Ruine    | ja        | Burg Hermance          | Im 16. Jahrhundert zerstört, einziger Überrest ist ein Donjon.                                                                              |
| Burg Laconnex (Lage: 46° 9′ 24″ N, 6° 2′ 11″ O)           | Laconnex        | 15. Jahrhundert | Burg    | erhalten | nein      | Burg Laconnex          | 1563 teilweise zerstört, später neu aufgebaut und restauriert.                                                                              |
| Schloss Le Crest (Lage: 46° 14′ 10″ N, 6° 15′ 23″ O)      | Jussy           | 1621            | Schloss | erhalten | ja        | Schloss Le Crest       | Erstmals im 13. Jahrhundert errichtet, später zerstört und 1621 von Théodore Agrippa d’Aubigné errichtet.                                   |
| Ruine Rouelbeau (Lage: 46° 14′ 31″ N, 6° 13′ 4″ O)        | Meinier         | 14. Jahrhundert | Burg    | Ruine    | ja        | Ruine Rouelbeau        | Als Wasserburg erbaut, wobei der Wassergraben bis heute sichtbar und teilweise gefüllt ist. Mehrere Legenden drehen sich um die Burg.       |
| Schloss Tournay (Lage: 46° 14′ 13″ N, 6° 8′ 17″ O)        | Pregny-Chambésy | 1601–1603       | Schloss | erhalten | nein      | Schloss Tournay        | Unter anderem als Wohnort von Voltaire bekannt, heute in Privatbesitz.                                                                      |
| Château de Versoix (Lage: 46° 16′ 23″ N, 6° 10′ 5″ O)     | Versoix         |                 | Schloss | erhalten |           |                        | Teil des Vorgebirges, auf dem Peter II. die Festung von Versoix errichtete. Heutiges Herrenhaus Villa Bartholony (auch Sans Souci) genannt. |